# Dictature des minorités
 (août 2023).
 (février 2021).
La dictature des minorités ou tyrannie des minorités est un concept politique selon lequel des groupes minoritaires exercent une pression sur la majorité. Cette pression est exercée notamment en culpabilisant ou ostracisant les membres de la majorité qui énoncent des appréciations non conformes à la pensée des groupes minoritaires.

## Description
La notion est décrite en 1980 par un universitaire allemand qui décrit les modes d'action de groupes régionalistes, de minorités politiques ou de sectes religieuses ; elle s'étend au début du XXIe siècle, poussée par la mondialisation.
D'origine américaine, elle constitue une critique des champs ouverts par les études culturelles. Ses promoteurs classent parmi ses manifestations les appels au boycott à l'encontre de qui, par ses opinions ou ses actes, déplaît à telle communauté, par l'exigence de mise en place d'avertissements avant tout propos contraire à la pensée de la minorité ou encore d'espaces protégés où ses membres ne sont pas confrontés à des avis adverses. Sont notamment pointés du doigt des communautarismes religieux, des associations antiracistes,, écologistes, féministes,, transgenres, militants d'extrême-gauche, etc.[source insuffisante] : d'une façon générale, les mouvements associés au wokisme ou certaines formes politiques de l'antiracisme. 

### Mécanismes allégués
Le mathématicien et essayiste Nassim Nicholas Taleb théorise cette notion en expliquant que dans un système complexe, la minorité la plus intransigeante impose ses vues, la majorité étant souvent plus tolérante et plus flexible,.
Elle fructifie sur l'individualisme croissant, et sur le déclin des morales communes que portaient les religions ou les grands courants politiques[source insuffisante].
Un travail de la loge d'études et de recherche du Grand Orient de France distingue comme mécanismes sous lesquelles en vient à s'exercer cette pression de la minorité :
- la « négation de la majorité » : une minorité agissante impose ses vues à une majorité silencieuse qui laisse faire. C'est le cas quand certaines « grèves » universitaires ou « assemblées générales » organisées en petit effectif décident pour un grand nombre d’étudiants restés chez eux[11] ;
- la « courtoisie délétère » : des concessions courtoises peuvent aboutir à des droits dérogatoires au droit commun qui eux mêmes transforment les usages des minorités en une norme, qui finit par s'étendre à la majorité. Cela peut être le cas d'un traiteur qui finit par servir du halal à tous ses clients[11] ;
- la « police de la pensée » : la tentative de réécrire l’histoire selon un éclairage nouveau de repentance et de valeurs contemporaines, au bénéfice de minorités s’estimant dépositaires de préjudices subis par les générations précédentes. Elle peut s'exprimer par le lynchage et le harcèlement d'une personne en désaccord avec la minorité, que sous prétexte de « libération de la parole » un droit moral permet de vilipender[11].

### Implications pour la démocratie
Selon le journaliste Alexandre Devecchio, la tendance à la dictature des minorités menacerait les libertés démocratiques, ce mode de pensée et de comportement étant contradictoire avec la recherche de la juste mesure, du compromis ou avec l'acceptation des décisions prises à la majorité caractéristiques de la démocratie. Il bat également en brèche la notion d'universalisme républicain. 
Pour André Levy-Lang, président de l’Institut Louis Bachelier, certaines minorités s'appuieraient sur les réseaux sociaux pour saper sciemment le fonctionnement de la démocratie. Cette dérive est notamment fustigée en vertu de la défense de la liberté d'expression, notamment par Riss, éditorialiste de Charlie Hebdo :

« Hier, on disait merde à Dieu, à l'armée, à l'Église, à l'État. Aujourd'hui, il faut apprendre à dire merde aux associations tyranniques, aux minorités nombrilistes, aux blogueurs et blogueuses qui nous tapent sur les doigts comme des petits maîtres d'école. (...) Aujourd'hui, le politiquement correct nous impose des orthographes genrées, nous déconseille d'employer des mots supposés dérangeants. »

## Contestation de la notion
À l'inverse, le spécialiste de théorie sociale et de théorie politique Bruno Perreau estime que l'expression « tyrannie des minorités » est mobilisée en France dans les années 2010-2020 pour soutenir des positions «  réactionnaires », comme la focalisation sur les femmes musulmanes qui portent le burkini, l'insistance sur les incivilités dans les quartiers populaires, le rejet des demandes exprimées par des minorités ethniques de décoloniser l'espace public, et le refus d'entendre les critiques exprimées par des minorités de genre contre des formes supposées d'homophobie ou de transphobie. Les partisans droitiers du concept de « tyrannie des minorités » accusent l'Etat de privilégier des groupes minoritaires au détriment de la majorité. Le concept a aussi des adeptes à gauche, qui reprochent à des gouvernements de défendre les minorités sexuelles et ethniques, au lieu de répondre aux attentes des classes économiquement défavorisées. 
En France l'idée d'une « tyrannie des minorités » est promue dans des manifestations (contre le mariage pour tous, par exemple), et dans les universités. Elle s'inscrit, d'après Bruno Perreau, dans la même configuration idéologique que la défense de la théorie du « grand remplacement », et dans la filiation de la pensée contre-révolutionnaire.
Aux Etats-Unis, l'idée d'une « tyrannie des minorités » sert d'argument dans les procédures judiciaires engagées pour légitimer des conduites suprémacistes blanches ou des conduites qui défavorisent des minorités de genre au nom de la liberté de religion. Ainsi certains revendiquent devant les tribunaux le droit de ne pas apporter d'assistance à des clients appartenant à des minorités de genre, parce que leur religion le leur interdit. Leur approche repose sur la négation de toute inégalité sociale entre majorité et minorité ; elle est présentée par Bruno Perreau comme une « ruse argumentaire ».
Selon Slate en 2022 la notion de « tyrannie de la minorité » devrait être utilisé de manière plus pertinente pour décrire les mouvements réactionnaires et conservateurs américains qui imposent « par l'intermédiaire d'un système politique qui le favorise grandement » leur point de vue sur des sujets comme l'avortement ou le port d'armes, alors même « qu'ils représentent 41 millions d'habitants de moins que les démocrates ».